# Hans-Jürgen Wittkamp
Hans-Jürgen Wittkamp (27 luglio 1947) è un ex calciatore e allenatore di calcio tedesco, di ruolo difensore.

## Carriera
Cominciò la carriera in Bundesliga nel 1967 con lo Schalke 04 nei ruoli di attaccante e centrocampista. Nel 1971 si trasferì al Borussia Mönchengladbach, compagine con cui ottenne numerosi successi, specialmente come difensore interno. Con il club vinse la Bundesliga per tre volte (1975, 1976 e 1977). Nel 1973 si aggiudicò anche la Coppa di Germania, oltre alla Coppa UEFA 1974-1975. Nel 1977 giocò con il Borussia la finale della Coppa dei Campioni contro il Liverpool, poi vittorioso. In quest'ultima competizione Wittkamp fu decisivo nella semifinale di ritorno vinta per 2-0 contro la Dinamo Kiev.
Terminata dopo sette anni l'esperienza a Mönchengladbach, nel 1978 fu ingaggiato dall'Erkenschwick, formazione della Zweite Bundesliga. Coinvolto nello scandalo della Bundesliga, fu condannato dalla corte della DFB.
Conta 280 presenze e 59 gol in Bundesliga.

## Palmarès

### Club

#### Competizioni nazionali
- Campionato tedesco: 3

Borussia Mönchengladbach: 1974-1975, 1975-1976, 1976-1977
- Coppa di Germania: 1

Borussia Mönchengladbach: 1972-1973

#### Competizioni internazionali
- Coppa UEFA: 1

Borussia Mönchengladbach: 1974-1975